# ソヴレメンヌイ (駆逐艦)
ソヴレメンヌイ(ロシア語:Современныйサヴリミェーンヌィイ)は、ソ連・ロシア連邦の駆逐艦(艦隊水雷艇:Эскадренный миноносец)である。艦名は「同時代の、現代の、近代的な、最新の」といった意味のロシア語の形容詞である。

## 概要
1975年5月7日、956 「サルィーチ」設計艦隊水雷艇の1番艦となる工場番号第861号艦がソ連海軍に登録された。この艦は、1976年3月3日にレニングラート(現サンクトペテルブルク)の第190造船工場(A・A・ジュダーノフ記念工場、現セーヴェルナヤ・ヴェールフィ)で起工、ソヴレメンヌイと命名された。1978年11月18日には進水、1980年12月25日には竣工し、1981年1月24日には赤旗受賞北方艦隊に配備された。
1989年12月6日には、ムールマンスクでオーバーホールが開始された。しかし、その間にソ連が崩壊し、ロシア海軍に所属の移ったソヴレメンヌイはその後のロシア連邦の不況の影響を直接に受け、オーバーホールが完了せぬまま予備役に入れられた。最終的に工事は進捗度86 %で放棄され、1998年11月には除籍、12月30日付けで乗員も解散された。その後、2003年頃からムールマンスクにて解体された。